# 第一次石油危机

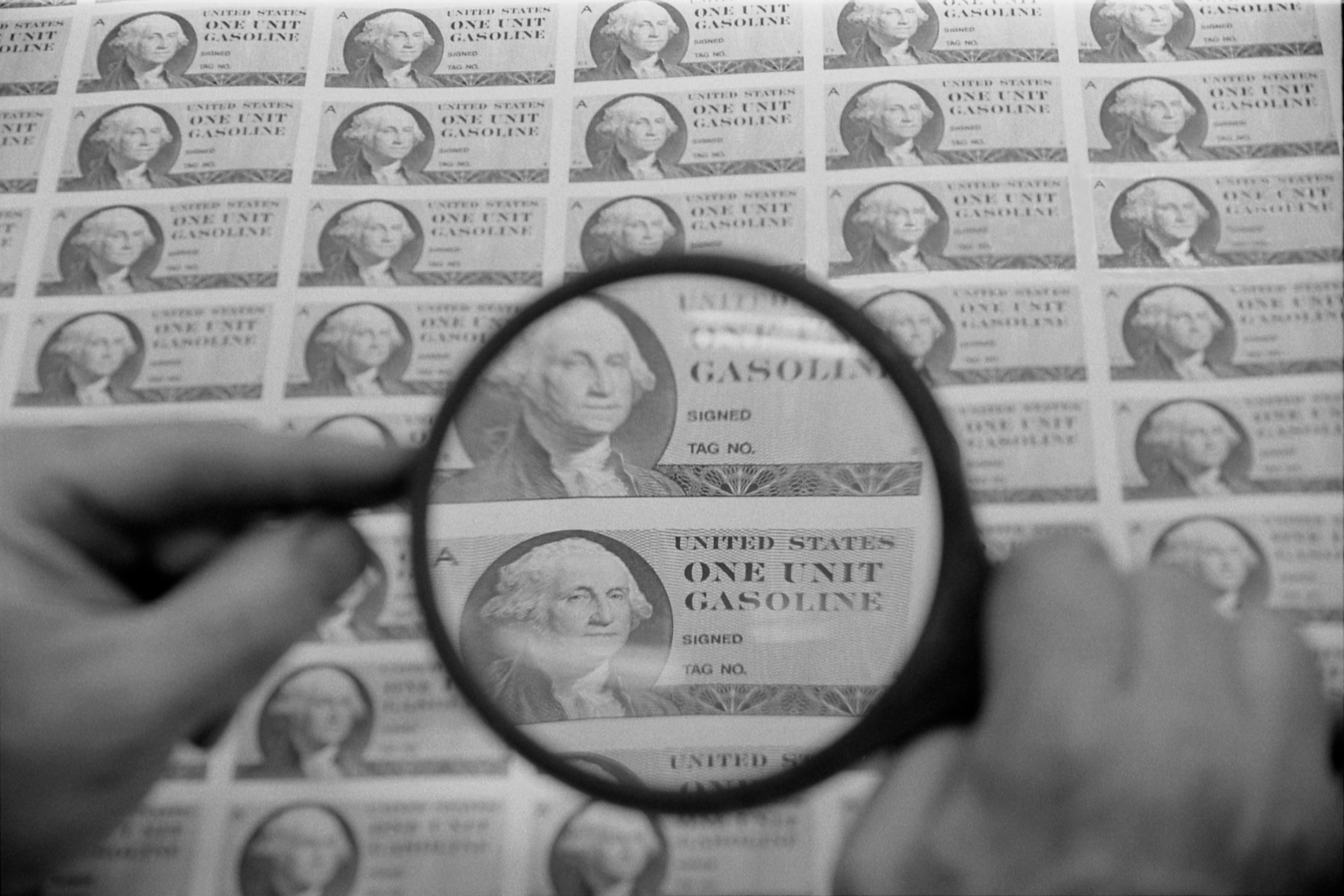
1974年美國的汽油定量配給票

第一次石油危机，又称作1973年石油危机，始於1973年10月，當時以沙特阿拉伯為首的阿拉伯石油輸出國組織成員國宣布，對贖罪日戰爭期間支持以色列的國家實施石油禁運。最初的目標國家是加拿大、日本、荷蘭、英國和美國，隨後禁運也擴大到葡萄牙、羅得西亞和南非。禁運持續了將近一年，到1974年3月正式結束。禁運期間，全球石油價格上漲了近300%，從每桶3美元升至近12美元，許多國家的能源價格明顯上漲，對全球政治和全球經濟產生了許多短期和長期影響，是20世纪下半叶三大石油危机之一。

## 影響
原油价格暴涨引起了歐美发达国家的经济衰退，据估计，美国GDP增长下降了4.7%，欧洲整體的增长下降了2.5%，日本下降了7%。此外也對處於越南戰爭中的南越造成燃料短缺，加劇了其對北越作戰時在經濟及軍事上的劣勢。

## 歷史

### 美國石油產量下降
到1969年，美國國內石油產量達到頂峰，已無法滿足國內經濟對能源的需求。1950年代後期，美國每年進口3.5億桶油，由於運輸成本和關稅因此沒有選擇中東的來源，而是向加拿大和委內瑞拉購買。1973年，美國國內石油產量下降到全球產量的16%。
中東的石油生產成本很低，儘管美國對石油進口徵收關稅，但公司仍可以獲利。這损害了得克薩斯州和俄克拉荷馬州等地區的美國石油生產商，他們原先一直按關稅支持下的價格出售石油，現在不得不與波斯灣地區的廉價石油競爭。

### 布雷頓森林體系終結
1971年8月15日，美國單方面退出了《布雷頓森林協定》。美國放棄了金本位。此後不久，工業化國家增加了外匯儲備，其數量遠大於以前。由於石油以美元定價，因此石油生產者的實際收入減少。